# Yang Yongxin
Yang Yongxin (en chino simplificado, 杨永信; pinyin, Yángyǒngxìn; n. junio de 1962. Linyi, Shandong, República Popular China) es un clínico psiquiatra chino altamente controvertido por su postura de usar terapia electroconvulsiva como cura para la adicción a internet en los adolescentes. Es el actual jefe adjunto del hospital mental de Linyi, en la provincia de Shandong. En este hospital dirige el Centro de Tratamiento de la adicción a internet, un centro de formación especializado en el tratamiento de la ciberadicción en adolescentes.
De acuerdo a múltiples informes de prensa, los familiares de los adolescentes tratados por él pagaban 5 500 renminbis ($805 dólares estadounidenses) al mes por un tratamiento contra la ciberadicción en que utilizaba terapia electroconvulsiva junto con medicamentos psiquiátricos, procedimiento al que denominó «estimulación» (en chino simplificado, 醒脑; pinyin, Xǐng nǎo). Yang tuvo cerca de 3000 pacientes a los que suministró esta terapia antes de que fuera prohibida por el Ministerio de salud de China. El psiquiatra afirmó que el 96% de sus pacientes habían mostrado mejoría después de haber recibido su terapia, declaración que fue cuestionada por los medio de comunicación de China. Después de haber sido prohibido su método, Yang empezó a usar un nuevo procedimiento creado por él, al que denominó «Low-frecuency pulse therapy», el cual ha sido acusado por algunos de sus pacientes de ser más doloroso que la terapia electroconvulsiva original.

## Primeros años
Yang Yongxin nació en junio de 1962 en Linyi (provincia de Shandong, República Popular China). Se graduó en medicina clínica en la Escuela médica de Yishui —un colegio vocacional en la ciudad de Yishui— en 1982. Después de recibir su título fue asignado por el gobierno al Hospital psiquiátrico de Linyi, donde se especializó en tratamientos para la esquizofrenia, depresión, trastorno obsesivo-compulsivo y trastorno de ansiedad. Es miembro del Partido Comunista de China. Fue conocido por escribir varias columnas sobre psicología en un periódico local durante su estancia en el hospital.

## Tratamiento de la adicción a Internet
Según afirma el propio Yang, empezó a investigar sobre la adicción a internet en 1999, cuando su hijo adolescente empezó a mostrar lo que calificó como «conductas adictivas». Inició el uso de la terapia electroconvulsiva a inicios de 2006. En un principio, los medios de comunicación de China vieron su trabajo con gran entusiasmo. Fue reconocido en 2007 por el gobierno de la provincia de Shangong como uno de los diez ciudadanos más sobresalientes en la protección de los menores de edad debido a su trabajo.
Yang generó controversia en su país cuando la Televisión Central de China, el canal televisivo más visto de la nación, emitió en julio de 2008 un reportaje especial sobre el centro de tratamiento de Yang. El programa, titulado «Luchando contra el demonio del Internet: ¿Quién convirtió a nuestros genios en bestias?», habló de forma positiva sobre la terapia electroconvulsiva y criticó duramente al juego World of Warcraft —un videojuego de rol multijugador masivo en línea con alta popularidad en el país—. El programa generó un escándalo entre la comunidad afín a este juego en la nación, que rápidamente se extendió a los usuarios de Internet de China. Los críticos de Yang revelaron las partes más controvertidas de su práctica, lo que obligó a la mayoría de la prensa a retirar su apoyo hacia su centro de tratamiento. A pesar de eso, el Consejo del Estado le otorgó un reconocimiento a la excelencia en la ciencia médica en febrero de 2009.